# Faberschloss
Das Faberschloss, auch Steiner Schloss, Schloss Faber-Castell, manchmal auch Bleistiftschloss genannt, ist ein historistischer Schlosskomplex  aus dem 19. beziehungsweise frühen 20. Jahrhundert und besteht aus zwei Bauteilen.
Das Schloss liegt in der mittelfränkischen Stadt Stein an der Grenze zu Nürnberg. Der zugehörige Faberpark gehört teilweise zu Nürnberg.

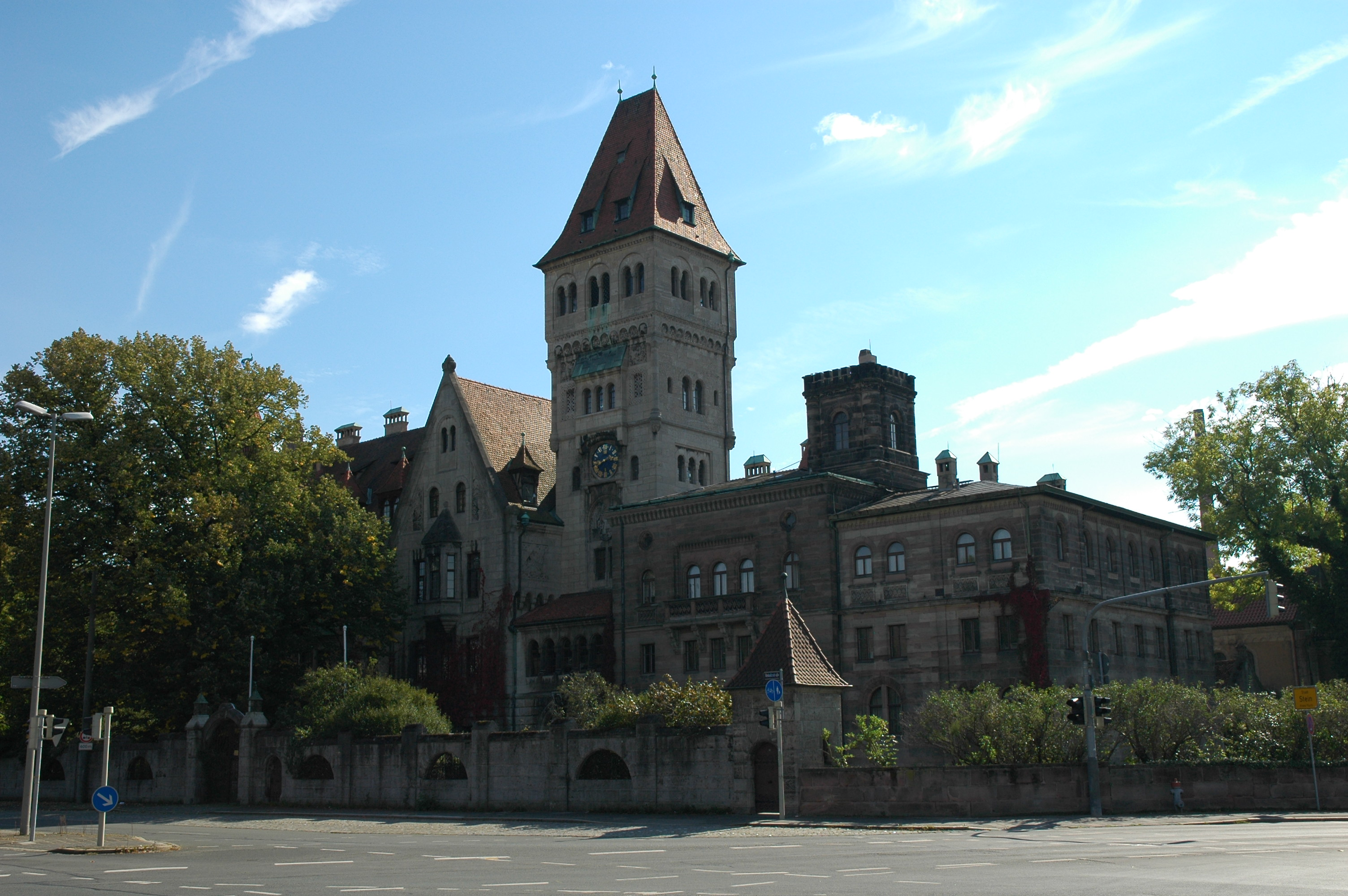
Ansicht aus dem Jahr 2007

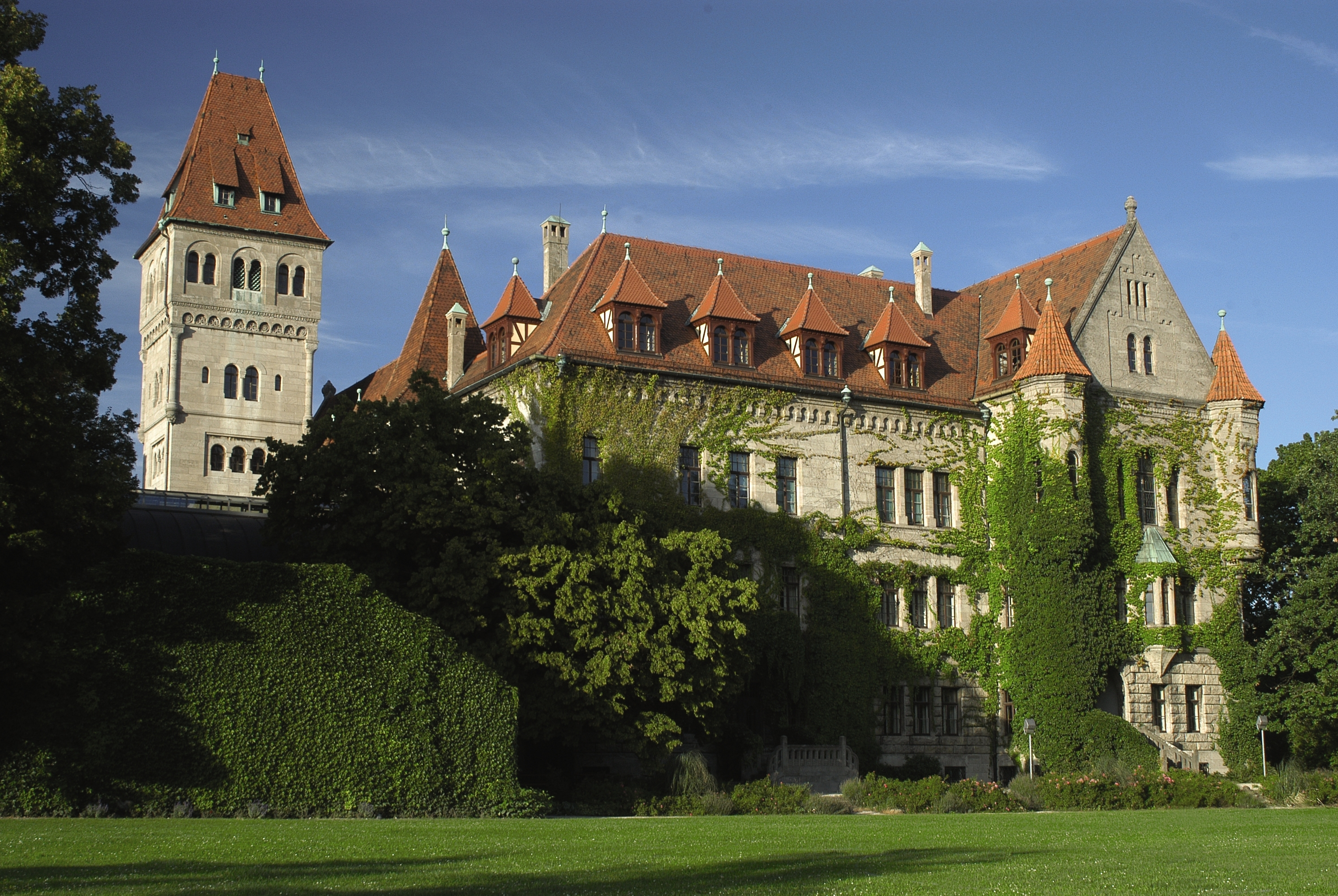
Ansicht aus dem Jahr 2010

## Geschichte
1843 bis 1846 wurde das sogenannte Alte Schloss vom Architekten Friedrich Bürklein im Stil der Neorenaissance für Lothar von Faber geplant und erbaut. Drei Flügel umschließen den quadratischen, viergeschossigen Turm, dessen Dach mit Zinnen versehen ist. Die durch Bleistiftproduktion ihres Unternehmens Faber-Castell reich gewordene gräfliche Familie von Faber-Castell ließ  1903/1906 das Neue Schloss nach Plänen von Theodor von Kramer im Stil der Deutschen Romanik erbauen. Beide Teile werden durch den reich gegliederten, fünfgeschossigen Turm verbunden.
Einige der repräsentativen Räume wurden vom damals gerade aufstrebenden Architekten und Designer Bruno Paul geschaffen. Verbunden wurden das Alte und das Neue Schloss durch den fünfgeschossigen Turm, durch den der Torweg führt.
Das Neue Schloss beherbergt ein großzügig angelegtes Treppenhaus, über dem sich eine Stuckdecke im Jugendstildekor befindet. Im ersten Stock war früher eine Wohnsuite zu finden, die in ein Zitronenzimmer, ein Monatszimmer und ein Louis-seize-Zimmer aufgeteilt ist. Das Zitronenzimmer hat seinen Namen von den damals darin befindlichen Möbeln, die aus Zitronenholz waren, die Decke des Monatszimmers zeigt die Tierkreiszeichen. Im zweiten Obergeschoss sind ein Gobelinsaal, dessen Gobelins leider nicht mehr vorhanden sind, ein Musik- oder Ballsaal und ein ehemaliger Speisesaal zu finden. Das Mobiliar der beiden Schlösser ist verloren gegangen.  Dessen ungeachtet ist das Schloss „eine künstlerische Besonderheit und in ihrer Gesamtanlage ein bemerkenswertes Beispiel für den Historismus in Franken“.

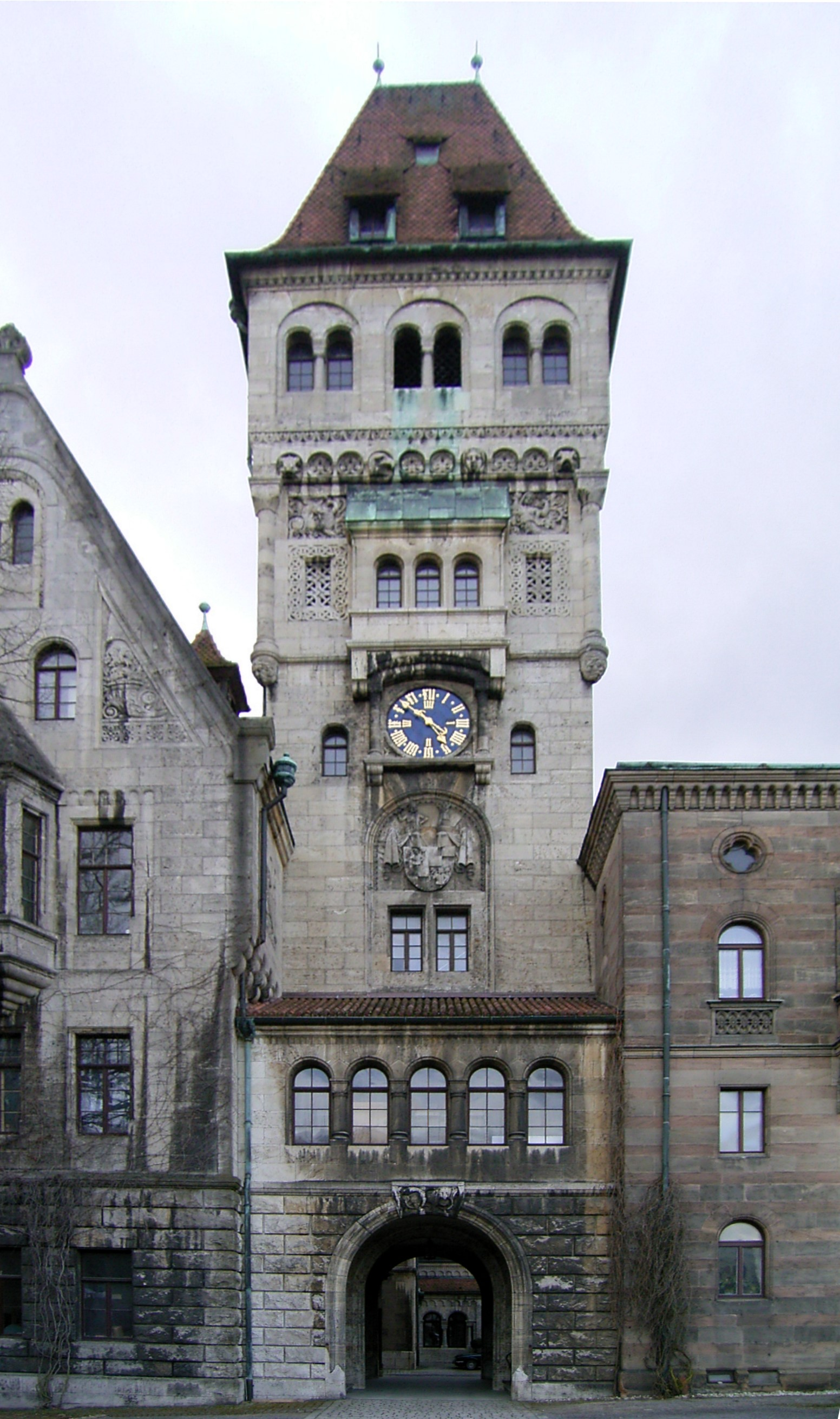
Der Turm des Schlosses

Die Familie Faber-Castell bewohnte bis 1939 das Schloss, danach wurde es von der Wehrmacht beschlagnahmt. Nach Ende des Zweiten Weltkrieges zogen US-amerikanische Besatzungstruppen ein. Bis Anfang der 1950er Jahre wohnten hier Journalisten, die die Nürnberger Prozesse beobachteten. AFN Nuremberg unterhielt bis zu seinem Umzug ins Grand Hotel im Januar 1950 hier seine Studios. Die Nürnberger Albrecht-Dürer-Gesellschaft veranstaltete im Dürer-Jahr 1971 die Ausstellungen Ars phantastica sowie mehrere Positionen+Tendenzen.
Zum Besitz der Grafen von Faber-Castell gehören ferner bis heute die Güter Appelhof und Wolfgangshof.

## Heutige Nutzung
Im Jahr 1953 verließen die letzten Amerikaner das Schloss und es wurde der Familie zurückgegeben, die jedoch nicht wieder selbst einzog. Nach Jahrzehnten der Vernachlässigung nahm Anton-Wolfgang Graf von Faber-Castell eine Renovierung und Inventarisierung des Schlosses vor und die Anlage wird seit 1986 wieder für Veranstaltungen genutzt. Es war Drehort mehrerer Filme, darunter Krupp – Eine deutsche Familie, Hanni & Nanni,  Hindenburg, Hilfe, ich hab meine Lehrerin geschrumpft (Außenaufnahmen) und Die Dasslers.
Das Schloss kann mit einer Führung besichtigt werden. Das Schloss ist darüber hinaus Austragungsort des jährlich stattfindenden Nürnberger Juristenballs.